# Marcia Otacilia Severa
Marcia Otacilia Severa u Otacilia Severa fue una emperatriz romana, esposa del emperador Marco Julio Filipo o Filipo el Árabe, quien reinó en el Imperio romano desde el año 244 hasta 249.

## Familia
Severa pertenecía a la antigua gens Otacilia quienes fueron personas de rango consular y senatorial. El padre de Severa fue Otacilio Severo o Severiano, quien sirvió como gobernador romano de Macedonia y Mesia, mientras que su madre pertenecía a la gens Marcia o estaba relacionada con ella. Según las fuentes tuvo un hermano, llamado Severiano, que sirvió como gobernador romano de la Mesia Inferior en el período 246-247. 

## Matrimonio con Filipo, ascenso al poder y caída
Poco se sabe de su vida antes de casarse con Filipo. En 234, Severa se casó con Filipo quien sirvió en la Guardia pretoriana bajo el emperador Alejandro Severo. Severa tuvo dos hijos con Filipo: un hijo de nombre Marco Julio Filipo Severo o Filipo II (nacido en 238) y - según la evidencia numismática - una hija llamada Julia Severa o Severina, quien nunca es mencionada en las fuentes romanas antiguas.
En febrero de 244, Gordiano III fue muerto en Mesopotamia. Hay posibilidades de que Severa estuviera involucrada en una conspiración para asesinar a Gordiano. Filipo se convirtió en el nuevo emperador quien dio a su joven predecesor un funeral adecuado y sus cenizas regresaron a Roma para su entierro. 
Filipo dio a Severa el título honorífico de Augusta. Su hijo fue nombrado heredero al trono. A veces Severa y Filipo están considerados como la primera pareja imperial cristiana, porque durante su reinado la persecución de los cristianos se detuvo y la pareja fue tolerante hacia la fe de los cristianos. Por mediación suya, se salvó de la persecución el obispo y santo Babil de Antioquía.
En agosto de 249, Filipo murió en la batalla de Verona y Decio se convirtió en el nuevo emperador. Severa estaba en Roma en aquella época. Cuando las noticias de la muerte de Filipo llegaron a Roma, el hijo de Severa fue asesinado por la Guardia pretoriana. El niño murió en sus brazos. Severa sobrevivió a su esposo e hijo y vivió posteriormente en la oscuridad. Su vida posterior se desconoce.